# Vladimír Malý
Pour les articles homonymes, voir Maly et Malý.
Vladimír Malý (né le 27 juin 1952) est un athlète tchèque spécialiste du saut en hauteur. Ce champion d'Europe en salle 1975 a concouru sous les couleurs de la Tchécoslovaquie. 

## Biographie
Les débuts internationaux de Vladimír Malý datent de 1970 ; cette année-là, aux championnats d'Europe juniors d'athlétisme à Paris-Colombes il se classe 5e d'une épreuve remportée par son compatriote Jiří Palkovský. 
Son 2e rendez-vous international a lieu l'année suivante aux championnats d'Europe d'athlétisme en salle 1971 disputés à Sofia où il prend une modeste 16e place. Au rendez-vous européen en salle de Grenoble en 1972, il se classe 5e.
En 1973, il participe, à Rotterdam, aux championnats d'Europe d'athlétisme en salle et termine 10e. Cette même année, il remporte son 1er titre international à la VIIe Universiade d'été à Moscou avec un saut à 2,18 m. En 1974, ce sont deux médailles de bronze qu'il décroche, d'abord en mars, aux championnats d'Europe d'athlétisme en salle de Göteborg, puis six mois plus tard à ceux en plein air de Rome. 
Il est sacré champion d'Europe en salle à Katowice lors des championnats d'Europe 1975, avec un saut à 2,21 m. 
Le 28 juin 1974 à Prague, il bat le record national avec un saut à 2,22 m. 
Sa dernière apparition continentale a lieu en février 1976 à l'Olympiahalle de Munich où il termine 14e. 

### Palmarès
| Date | Compétition                    | Lieu           | Résultat | Performance |
| ---- | ------------------------------ | -------------- | -------- | ----------- |
| 1970 | Championnats d'Europe juniors  | Paris-Colombes | 5e       | 2,04 m      |
| 1971 | Championnats d'Europe en salle | Sofia          | 16e      | 2,05 m      |
| 1972 | Championnats d'Europe en salle | Grenoble       | 5e       | 2,17 m      |
| 1973 | Championnats d'Europe en salle | Rotterdam      | 10e      | 2,14 m      |
| 1973 | Universiade d’été              | Moscou         | 1er      | 2,18 m      |
| 1974 | Championnats d'Europe en salle | Göteborg       | 3e       | 2,17 m      |
| 1974 | Championnats d'Europe          | Rome           | 3e       | 2,19 m      |
| 1975 | Championnats d'Europe en salle | Katowice       | 1er      | 2,21 m      |
| 1976 | Championnats d'Europe en salle | Munich         | 14e      | 2,10 m      |